# Klaus Morgenstern
Klaus Morgenstern (* 3. Mai 1939 in Leipzig; † 26. April 2012 in Berlin) war ein deutscher Fotograf und Bildjournalist.

## Leben
Morgenstern machte das Abitur und arbeitete danach als Hilfsarbeiter, bis er von 1959 bis 1964 Fotografie/Fotografik an der Hochschule für Grafik und Buchkunst Leipzig studierte. Als Diplom-Fotografiker arbeitete er bei der Nationalen Volksarmee in Thüringen als Fotograf und Fotolaborant. 1964 heiratete er Barbara Morgenstern. Zwischen 1964 und 1977 war Morgenstern als Bildjournalist bei der Redaktion der Neuen Berliner Illustrierten (NBI) tätig. Ab 1978 arbeitete er freiberuflich. Er war bis 1990 Mitglied des Verbands Bildender Künstler der DDR und auf der IX. Kunstausstellung der DDR in Dresden 1982/1983 vertreten.
In der Deutschen Fotothek sind 7990 Bilder von Klaus Morgenstern archiviert, darunter viele Porträts von Künstlern, Autoren und Kulturschaffenden, die zwischen 1956 und 1995 entstanden, so zum Beispiel von Stefan Heym oder Günter Grass. Das DDR-Bildarchiv verzeichnet über 5000 Bilder von Klaus Morgenstern.
In der Staatsbibliothek zu Berlin steht „mit den Sammlungen der Fotografen Klaus und Barbara Morgenstern […] eine repräsentative Auswahl von Porträts der gesamten deutschen Kulturszene der 50-90er Jahre zur Verfügung“.

## Werke
- Einmaleins der Bildkomposition. Fotokinoverlag, Halle/Saale 1964, https://katalog.slub-dresden.de/id/0-1382345968/#detail
- Zwickau. Fotos: Klaus Morgenstern, Text: Klaus Tippmann. Brockhaus, Leipzig 1981, http://d-nb.info/820016659
- DDR in Color: Ost-Berlin 1960–1989. Berlin Story Verlag, Berlin 2013, ISBN 978-3-86368-074-9.